# ブルキナファソのスポーツ
ブルキナファソのスポーツでは、ブルキナファソにおけるスポーツについて記述する。

## 事情
ブルキナファソでは、最も人気のスポーツであるサッカーをはじめ、バスケットボール、自転車競技、ハンドボール、テニス、陸上競技などの競技が行われている。ブルキナファソは、1998年に『アフリカネイションズカップ』の開催国となり、ボボ・ディウラッソにはスタッド・オムニスポールが建設された。この大会で代表チームはフィリップ・トルシエに率いられ、初のベスト4に進出している。

## オリンピック
ブルキナファソは1988年ソウル大会以降、開催されたすべての夏季オリンピックに選手団を派遣している。1972年には「オートボルタ」の名称で出場している。しかし冬季オリンピックへの出場経験はない。今まで獲得したメダルは、2021年東京大会にて男子・三段跳でユーグ・ファブリス・ザンゴが獲得した銅メダルが唯一である。

## サッカー
ブルキナファソ国内でも他のアフリカ諸国同様に、サッカーが圧倒的に1番人気のスポーツとなっている。1961年にサッカーリーグのブルキナファソ・プレミアリーグが創設された。ブルキナファソサッカー協会によって構成されるサッカーブルキナファソ代表は、これまでFIFAワールドカップには未出場である。しかしアフリカネイションズカップには12度出場しており、2013年大会では準優勝に輝いている。

## 自転車競技
ブルキナファソではサイクリングは、スポーツとしても安価な移動の手段としても普及している。毎年11月に開催されるツール・デュ・ファソは、国際自転車競技連合承認の自転車大会である。なお、レースでは気温が最大40℃に達することがある。また、2005年からはUCIアフリカツアーに加えられた。